# Обикновен черен мишелов
Обикновеният черен мишелов (Buteogallus anthracinus) е вид птица от семейство Ястребови (Accipitridae).

## Разпространение и местообитание
Разпространен е в Белиз, Венецуела, Гватемала, Гвиана, Гренада, Еквадор, Колумбия, Коста Рика, Мексико, Никарагуа, Панама, Перу, Пуерто Рико, Салвадор, САЩ, Сейнт Винсент и Гренадини, Сейнт Лусия, Тринидад и Тобаго и Хондурас.

## Подвидове
Обикновеният черен мишелов има пет подвида:
- B. a. anthracinus (W. Deppe, 1830)
- B. a. bangsi (Swann, 1922)
- B. a. rhizophorae (Monroe, 1963)
- B. a. subtilis (Thayer & Bangs, 1905) – мангров черен мишелов
- B. a. utilensis (Twomey, 1956)